# Асклетарион
Асклетарион (Асклетарий) (лат. Ascletarius; I век н. э. — 17 сентября 96, Рим) — древнеримский математик, астроном и астролог конца I века н. э., прославившийся точностью своих предсказаний.
Предсказал императору Домициану насильственную смерть и то, как он умрет. и себе не менее печальную участь—быть съеденным собаками. Домициан, желая доказать на деле ложность предсказания Асклетариона, приказал умертвить предвещателя судеб и затем сжечь его тело на костре. Но проливной дождь погасил пылавший костер, и труп Асклетариона был растерзан собаками. Предсказание его относительно Домициана впоследствии действительно подтвердилось.
Его имя египетского происхождения, и сам Асклетарион мог принадлежать к группе египетских астрологов, известных по всей империи (таких, как Балбилл Тиберий Клавдий, Херемон, Птолемей Селевк, Паммен и др.). Сочинения Асклетариона получили большую популярность среди последующих поколений астрологов. Работы Асклетариона были среди астрологических источников Веттия Валента, анонимного автора 379 года и Палхуса. Однако до нашего времени сочинения Асклетариона не дошли.
В конце августа — начале сентября 96 года Асклетарион был арестован, а затем и казнён императором Домицианом (81 — 96 гг.), боявшимся прогнозов о своей судьбе. Светоний в «Жизни двенадцати цезарей» описывает смерть Асклетариона так:

«На него донесли, что он своим искусством предугадывает и разглашает будущее, и он не отрицал; а на вопрос, как же умрёт он сам, он ответил, что скоро его растерзают собаки. Домициан приказал тотчас его умертвить, но для изобличения лживости его искусства похоронить с величайшей заботливостью. Так и было сделано; но внезапно налетела буря, разметала костёр, и обгорелый труп разорвали собаки»
. Это событие, по свидетельству историка, очень сильно потрясло императора, который не прожил после него и месяца, умерев, как предсказывал Асклетарион.

## Источник
- Асклетарион // Энциклопедический словарь Брокгауза и Ефрона : в 86 т. (82 т. и 4 доп.). — СПб., 1890—1907.
- Светоний Г.Т. Жизнь двенадцати цезарей
- Cramer F.H. Astrology in Roman Law and Politics